# Eldridge R. Johnson

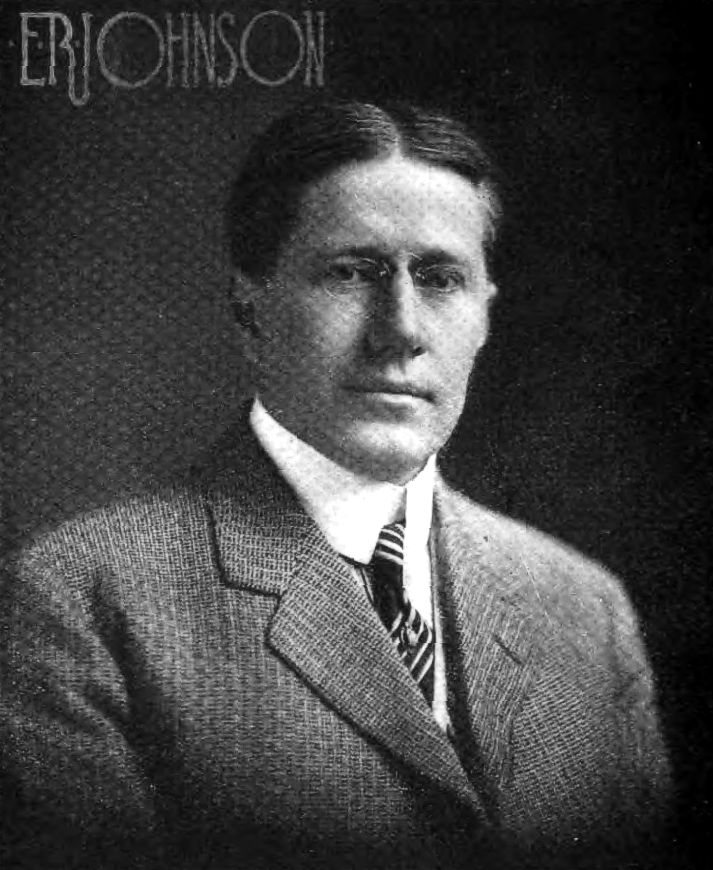
Eldridge R. Johnson, 1910

Eldridge R. Johnson, född 1867 i Wilmington, Delaware, död 1945, var en amerikansk uppfinnare och företagare.
Johnson konstruerade i slutet av 1890-talet den första fjäderdrivna grammofonmotorn, vilken innebar ett stort utvecklingssteg för grammofonen från handdriven leksak till central produkt inom musik- och nöjesindustrin. Grammofonerna producerades ursprungligen av Johnsons Consolidated Talking Machine Company i nära samarbete med Emile Berliners Berliner Gramophone Company som tillverkade skivorna till dem.
Sedan Berliner 1900 genom olika legala turer tvingats bort från den amerikanska skivmarknaden av bland annat konkurrenten Columbia grundade Eldridge 1901 på resterna av dennes gamla företag Victor Talking Machine Company. Han ledde sedan detta företag till 1927 varunder det utvecklades till det absolut ledande amerikanska skivbolaget. Eldridge såg inte bara till att företaget låg tekniskt i täten inom branschen utan kontrakterade också de största stjärnorna bland artister, inte minst inom klassisk musik. Till tidiga sådana storsäljare hörde tidens mest berömde operasångare, Enrico Caruso.
1927 sålde Johnson sin andel i Victor till en grupp investeringsbankirer för 30 miljoner dollar. Två år senare köptes bolaget upp av Radio Corporation of America (RCA).